# Tellok
Tellok is een bestuurslaag in het regentschap Bangkalan van de provincie Oost-Java, Indonesië. Tellok telt 3025 inwoners (volkstelling 2010).